# St.-Anna-Kapelle (Wohlen)

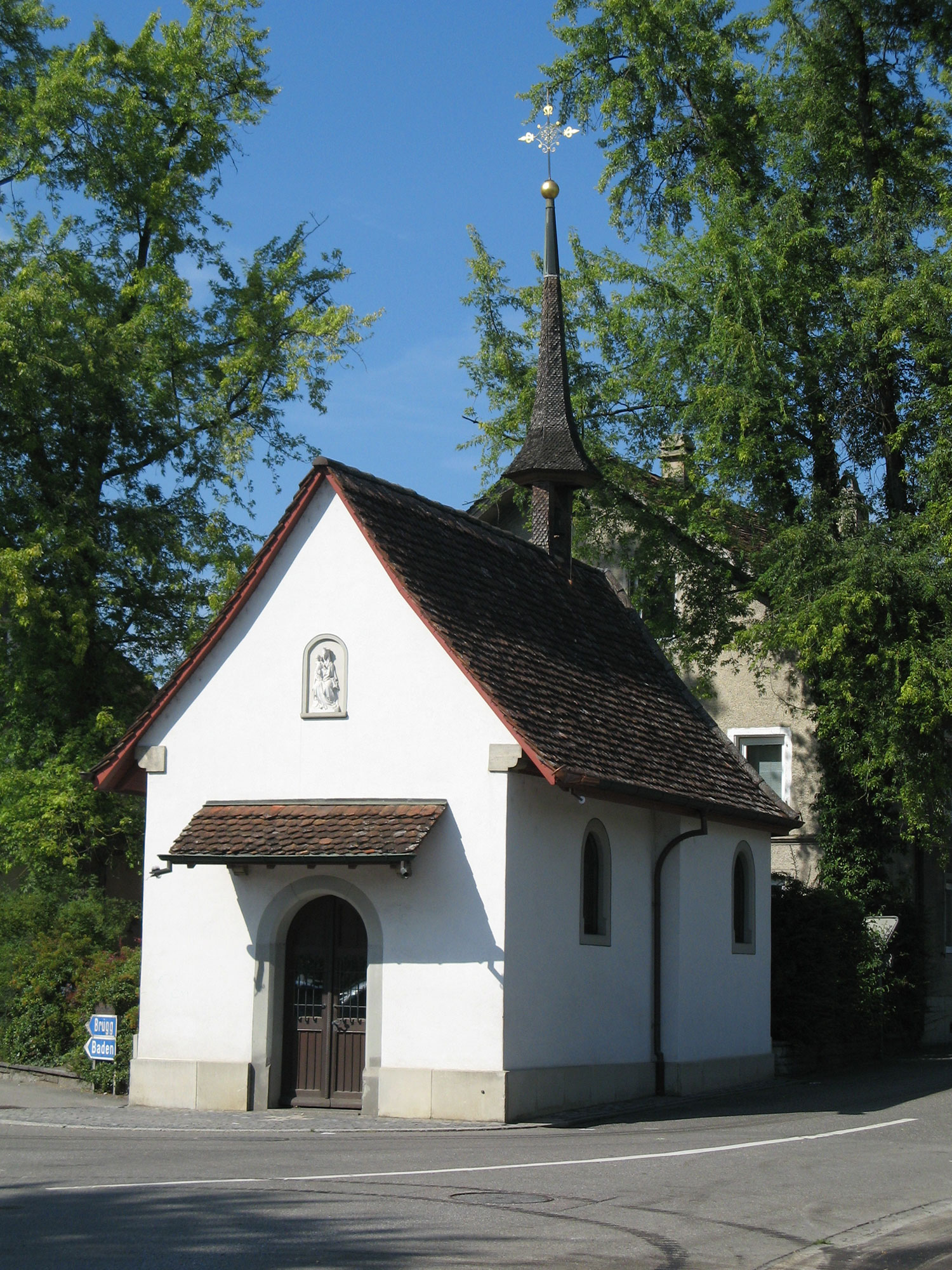
St.-Anna-Kapelle

Die St.-Anna-Kapelle ist eine römisch-katholische Kapelle in Wohlen in der Schweiz. Sie befindet sich rund 250 Meter nördlich der Pfarrkirche St. Leonhard, an der Hauptstrasse in Richtung Niederwil.
Vermutlich geht die Kapelle bis auf das Ende des 12. Jahrhunderts zurück. Das heute bestehende Gebäude stammt von 1513/14 und wurde am 6. Dezember 1515 zu Ehren der Heiligen Anna durch den Weihbischof von Konstanz geweiht. Beim Bildersturm von 1529 wurde die Kapelle beschädigt und danach für andere Zwecke verwendet, die Neuweihe erfolgte erst 1576.
Die Kapelle präsentiert sich in einem schlichten spätgotischen Stil. An das Schiff mit rundbogiger Eingangstür schliesst sich ein leicht vorspringender, polygonaler Chor an. Auf dem steilen Satteldach erhebt sich ein Dachreiter mit sechsseitigem Nadelhelm. Die Glocke wurde 1513 in Zürich gegossen und trägt die Inschrift «Ave Maria gratia plena Domenicus tecum».
Als besondere Kostbarkeit der Kapelle gilt der Flügelaltar, den die Kirchgemeinde 1894 bei einem Luzerner Goldschmied erwarb. Der im frühen 16. Jahrhundert angefertigte Altar befand sich ursprünglich in der Wallfahrtskirche Hergiswald. Er birgt in einem von geschnitzten Blattwerkbögen dreigeteilten Schrein die aus Lindenholz gefertigten Figuren der Heiligen Leodegar, Mauritius und Paulus. An den Innenseiten der Flügel sind die Heiligen Katharina und Barbara als Flachrelief abgebildet, an den Aussenseiten gemalt die Muttergottes und Erzengel Michael.